# ジョアン・フェリックス
ジョアン・フェリックス・セケイラ（João Félix Sequeira, ポルトガル語発音: [ʒuˈɐ̃w ˈfɛliks], 1999年11月10日 - ）は、ポルトガル・ヴィゼウ出身のサッカー選手。サウジ・プロリーグ・アル・ナスルFC所属。ポルトガル代表。ポジションはFW。
アトレティコ・マドリードへの推定移籍金は、1億2600万ユーロで、ネイマール、キリアン・エムバペ、フィリペ・コウチーニョに次ぐ史上4番目に高額な移籍金となっている。
UEFAヨーロッパリーグでは史上最年少の18歳でハットトリックを達成、2019年にはゴールデンボーイ賞を獲得している。

## 経歴

### プロ入り前
ポルトガルのヴィゼウで生まれたフェリックスは、2007年にヴィゼウにあるクラブ、オス・ペスティニャスに入団する。早くからベンフィカが興味を示していたが、ヴィゼウとリスボンの距離は300kmで、車でも３時間以上かかるため、より近いポルトを選択した。2008年、8歳からのポルトのユースチームに加わった。ポルトへの加入後、ヴィゼウとポルト間100kmを毎日母親が送迎していた。12歳から実家を離れ、ポルトのユースチームの練習場の近くに住むようになった。体格の小ささからポルトから放出され、パドロエンセにローンで半年間在籍した後、兼ねてから入団を誘われていたベンフィカに15歳で入団した。

### SLベンフィカ
2016年9月17日、 ベンフィカBのSCフレアマンデ戦に、後半途中から出場し、リーガプロデビューした。83分にオーレリン・ブタに代わって出場。SLベンフィカBでの最年少出場選手となった。2017年2月15日のアカデミコ・デ・ヴィゼウ戦で初得点を決めた。シーズンで13試合に出場、3得点決めた。ベンフィカU-19の選手でもあり、26試合に出場、15ゴール決めた。ヨーロッパリーグでは、決勝トーナメントで6ゴールを決め、チームの決勝進出に貢献した。
2018年1月30日、ファマリカンとのホーム戦ではハットトリックを達成し、チームは5-0で勝利した。
2018-19シーズンから、トップチームに昇格、2018年8月18日、ボアヴィスタ戦でプリメイラ・リーガデビューした。1週間後、スポルティングとのリスボン・ダービーにてプリメイラ・リーガ初得点を決め、リスボン・ダービーで得点を決めた最年少選手となった。ブルーノ・ラージの監督就任後、より試合で起用されるようになった。2019年4月11日、ヨーロッパリーグ準々決勝、フランクフルト戦1stレグで、ハットトリックを決めた。これは、ヨーロッパリーグ史上最年少（19歳152日）でのハットトリックとなった。リーグ戦では得点ランキングで4位タイとなる15ゴールを決め、チームの優勝に貢献した。ヨーロッパの7リーグの10代の選手として、得点数とアシスト数がそれぞれカイ・ハフェルツとジェイドン・サンチョに次いで2位となった。

### アトレティコ・マドリード

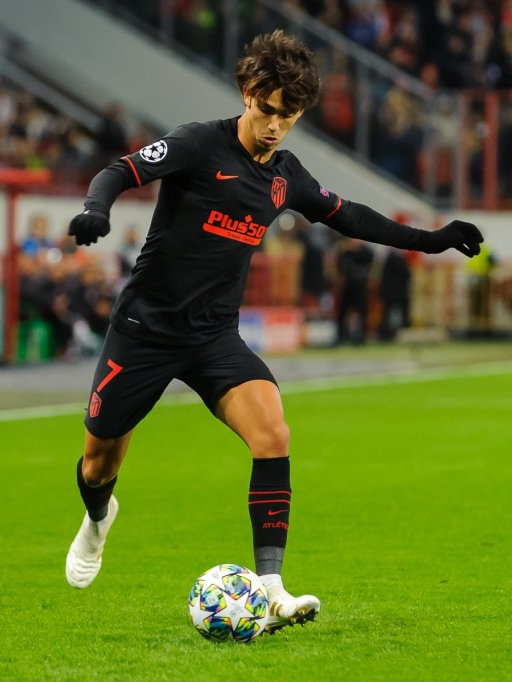
2019年

2019年7月3日、アトレティコ・マドリードと7年間の契約を締結し、移籍金1億2600万ユーロ（約153億円）で移籍した。この額は、キリアン・エムバペ、ネイマール、フィリペ・コウチーニョに次ぐ史上4番目、10代としてはキリアン・エムバペに次いで高額な移籍金となっている。最初の年に3000万ユーロを支払い、残りの9600万ユーロを分割で払う。SLベンフィカとの契約解除金は1億2000万ユーロだが、メディエーションサービスとして、600万ユーロもプラスして支払われる。背番号は、アントワーヌ・グリーズマンの着用していた7番に決まった。
2019年8月19日、ヘタフェ戦でラ・リーガデビューをし、PK獲得する活躍をした。 8月25日、レガネス戦でビトーロへのラ・リーガ初アシストをした。9月1日、エイバル戦でラ・リーガ初ゴールを決めた。10月1日、チャンピオンズリーググループステージのロコモティフ・モスクワ戦で、チャンピオンズリーグ初得点を決めた。19歳でのこの得点は、アトレティコのチャンピオンズリーグ最年少得点記録となった。2019年12月、21歳未満の欧州最高の選手に贈られるゴールデンボーイ賞を受賞、バロンドールでは、28位にランクインした。2020年3月11日、UEFAチャンピオンズリーグ・ラウンド16のリヴァプール戦2ndレグで、相手GKアドリアンのキックミスを奪取し、マルコス・ジョレンテの得点をアシスト。その後、チームは3-2の逆転勝利し、準々決勝進出に貢献した。8月12日、準々決勝のライプツィヒ戦では、自ら獲得したPKを決めるも、チームは1-2で敗退した。シーズンを通して負傷が多く、合計で4回の負傷離脱と13試合もの負傷欠場をした。また、リーグ戦では27試合に出場し、6ゴール1アシストしかできず、移籍金に見合った活躍を出来ず、マルカ紙の期待外れベスト・イレブンにも選ばれた。結果を残せないフェリックスに対してディエゴ・シメオネ監督は、「彼のように20歳で絶対的なスターはほとんどいない。彼には疑いようのない才能がある」「時間をあげよう」と語った。

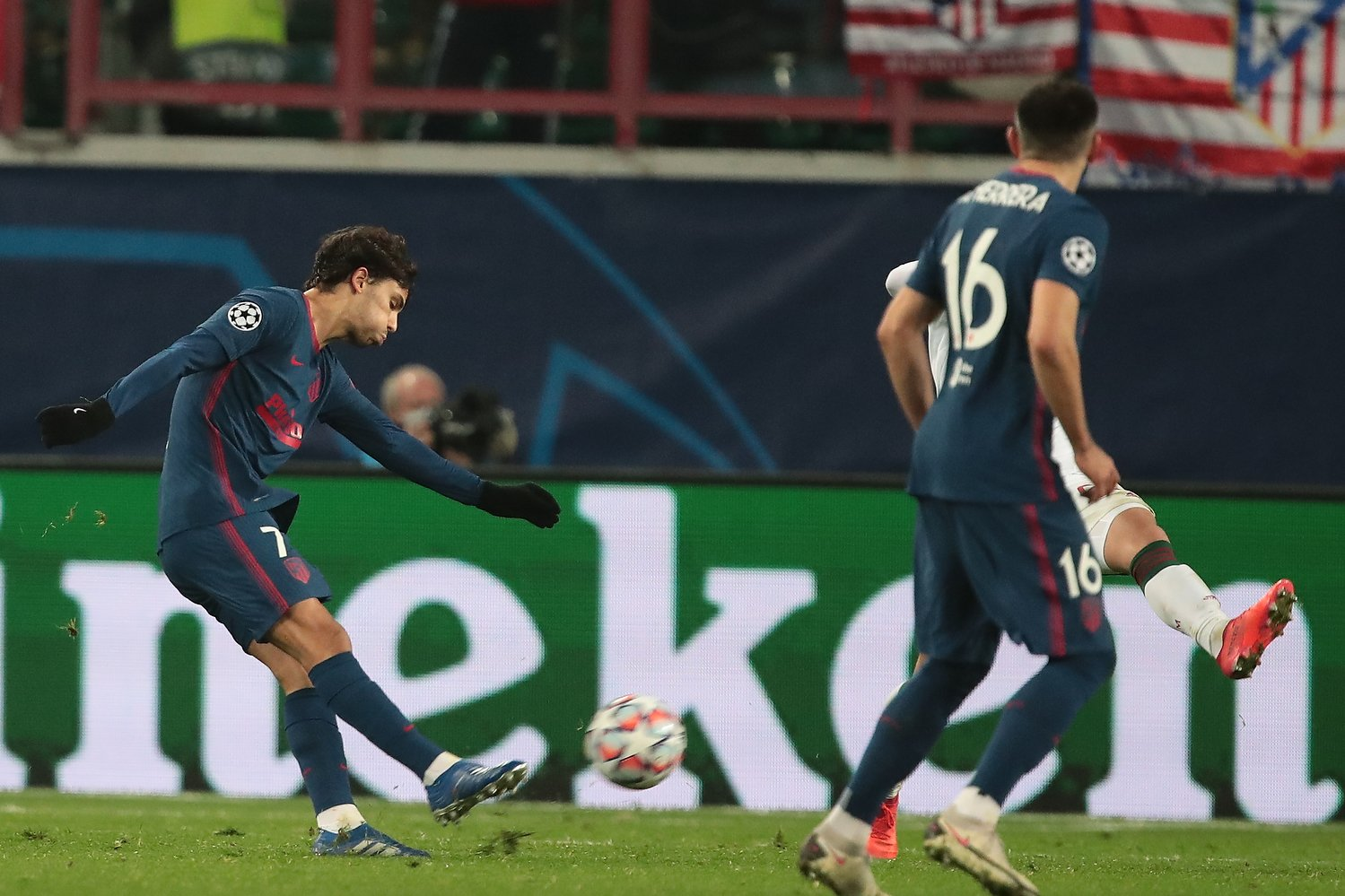
2020年

2020年9月27日、グラナダとのラ・リーガ開幕戦で1ゴール1アシストPK獲得の活躍をし、6-1の大勝に貢献した。10月27日、チャンピオンズリーググループステージのレッドブル・ザルツブルク戦で2ゴールを決め、チームの逆転勝利に貢献した。4日後の31日、オサスナ戦で2ゴール、1週間後の11月7日、カディス戦でも2ゴールを決めた。2021年2月4日、新型コロナウイルスに感染し、2試合欠場した。2021-22シーズンではリーグ戦24試合に出場、クラブに来て自己最多となる8得点を記録した。

#### チェルシー
2023年1月11日にチェルシーにシーズン終了時までのローン移籍が決まった。背番号はクラブのレジェンド、ドログバと同じ11番。1月13日のフルハムとのダービーマッチでデビューしたが後半の半ばに相手選手の足にタックルし、退場となった。デビュー戦での退場はチェルシー史上初の出来事となった。2月11日のウェストハム戦で移籍後初ゴールを決めた。

#### FCバルセロナ
2023年9月2日、FCバルセロナへの1年間のローン移籍が発表された。9月16日、リーガ第5節のレアル・ベティス戦で加入後初ゴールを決めた。9月19日、UEFAチャンピオンズリーグのロイヤル・アントワープ戦では、2得点1アシストの活躍でマン・オブ・ザ・マッチに選ばれた。11月28日、チャンピオンズリーグのFCポルト戦でもゴールを決め、2020-21シーズン以来となるラウンド16進出に貢献した。12月3日、保有元であるアトレティコ・マドリード戦でゴールを決めて1-0での勝利に貢献した。2024年1月22日、ラ・リーガ第21節レアル・ベティス戦でゴールを決め、勝利に貢献した。3月17日、アトレティコ・マドリード戦でゴールを決め、リーグ戦2位への浮上に貢献した。ラ・リーガでアトレティコ・マドリードとの両試合で得点した選手は、2019-20シーズンのリオネル・メッシ以来となった。4月13日、カディスCF戦では、37分にオーバーヘッドで右足をうまく合わせて、ゴールへ押し込み、勝利に貢献した。
2024年7月1日、FCバルセロナ側は同選手のレンタル延長を望んでいたが、保有元であるアトレティコ・マドリード側はレンタル延長を望んでいないとFCバルセロナ側に報告したため、FCバルセロナを退団した。

#### アトレティコ・マドリード復帰
2024年8月、プレシーズンマッチでは3試合に出場した。一部のアトレティコサポーターから侮辱的な発言を受けた2024年8月3日のヘタフェCF戦では、アンヘル・コレアのスルーパスに抜け出してゴールを記録。2024年8月7日に香港で行われた傑志体育会戦では、アレクサンダー・セルロートのゴールをアシストし、さらに2024年8月11日のユヴェントス戦でもゴールを決めた。

### チェルシー復帰
2024年8月21日、チェルシーFCに移籍した。契約期間は7年間。1年ぶりの復帰となった。

#### ACミラン
2025年2月4日、ACミランへ2025年6月30日までのローン移籍が発表された。2025年2月5日、コッパ・イタリア準々決勝ローマ戦にて後半59分、クリスチャン・プルシックと交代で途中出場、後半71分にサンティアゴ・ヒメネスからのパスを受けると、柔らかいタッチのチップキックでネットを揺らし、ミランデビュー戦で得点をマークした。2025年6月30日ローン期間満了により退団、チェルシーFCへ復帰。

### アル・ナスル
2025年7月29日、同胞のクリスティアーノ・ロナウドが所属するアル・ナスルFCへの移籍が決定。契約期間は2027年までの2年間。

## 代表経歴

### ユース代表
2017年6月14日、U-18代表として臨んだ、ノルウェーとの親善試合に後半途中から出場。代表デビューをし、2得点を決めた。
2017年10月10日、17歳でU-21代表として臨んだ、ボスニア・ヘルツェゴビナとの試合に後半途中から出場し、U-21代表デビューをした。
2018年3月23日、リヒテンシュタインとの試合でU- 21代表での初得点を決めた。
2018年1月15日、U-19代表として臨んだトルコとの試合で後半途中から出場。U-19代表デビューをした。
各年代で招集され、14試合に出場、6得点を決めた。

### A代表
2019年3月15日、EURO 2020予選に先立ち、A代表に初選出された。代表チームでの練習で足首を負傷し、試合に出られなかった。
ネーションズリーグ2018-19の決勝ラウンドのメンバーにも選出された。6月5日、スイスとの準決勝に後半から出場し、A代表デビューした。4日後、ポルトガルはオランダを破り優勝した。
2020年9月5日のUEFAネーションズリーグ、クロアチア戦でフル代表初ゴールを決めた。2022年11月24日、ワールドカップカタール大会、グループリーグ初戦のガーナ戦で1得点を挙げて勝利した。
UEFA UERO 2024のポルトガル代表に選ばれた。準々決勝、フランス戦のPK戦でシュートを外し、厳しい批判を受けた。

## 人物
- 両親ともに教師である。
- 4歳下に弟のウーゴ・フェリックスがおり、ベンフィカU-15チームに所属している。
- ポルトガルの先輩、クリスティアーノ・ロナウドと比較されることについて、「クリスティアーノはクリスティアーノ。俺はジョアン・フェリックスになりたいんだ」と語っている[65]。
- アトレティコでの背番号について、ベンフィカ時代と同じで、ラ・リーガではトップチームの選手が着けることができない79番を一番に希望した。次に、既にアンヘル・コレアの着けていた10番を希望。最終的に7番に落ち着いたと明かした[66]。

## 個人成績

### クラブ
2025年5月25日現在
| クラブ                   | シーズン     | リーグ戦       | リーグ戦 | リーグ戦 | カップ戦 | カップ戦 | リーグ杯 | リーグ杯 | 国際大会 | 国際大会 | その他 | その他 | 合計 | 合計 |
| クラブ                   | シーズン     | ディビジョン   | 出場     | 得点     | 出場     | 得点     | 出場     | 得点     | 出場     | 得点     | 出場   | 得点   | 出場 | 得点 |
| ------------------------ | ------------ | -------------- | -------- | -------- | -------- | -------- | -------- | -------- | -------- | -------- | ------ | ------ | ---- | ---- |
| ベンフィカB              | 2016-17      | リーガプロ     | 13       | 3        | -        | -        | -        | -        | -        | -        | -      | -      | 13   | 3    |
| ベンフィカB              | 2017-18      | リーガプロ     | 17       | 4        | -        | -        | -        | -        | -        | -        | -      | -      | 17   | 4    |
| ベンフィカB              | クラブ通算   | クラブ通算     | 30       | 7        | -        | -        | -        | -        | -        | -        | -      | -      | 30   | 7    |
| ベンフィカ               | 2018-19      | プリメイラ     | 26       | 15       | 6        | 1        | 2        | 1        | 9        | 3        | 0      | 0      | 43   | 20   |
| アトレティコ・マドリード | 2019-20      | プリメーラ     | 27       | 6        | 1        | 0        | -        | -        | 6        | 3        | 2      | 0      | 36   | 9    |
| アトレティコ・マドリード | 2020-21      | プリメーラ     | 31       | 7        | 1        | 0        | -        | -        | 8        | 3        | 0      | 0      | 40   | 10   |
| アトレティコ・マドリード | 2021-22      | プリメーラ     | 24       | 8        | 2        | 1        | -        | -        | 8        | 1        | 1      | 0      | 35   | 10   |
| アトレティコ・マドリード | 2022-23      | プリメーラ     | 14       | 4        | 1        | 1        | -        | -        | 5        | 0        | -      | -      | 20   | 5    |
| アトレティコ・マドリード | クラブ通算   | クラブ通算     | 96       | 25       | 11       | 3        | -        | -        | 27       | 7        | 3      | 0      | 131  | 34   |
| チェルシー (loan)        | 2022-23      | プレミアリーグ | 16       | 4        | -        | -        | -        | -        | 4        | 0        | -      | -      | 20   | 4    |
| チェルシー               | 2024-25      | プレミアリーグ | 12       | 1        | 1        | 2        | 2        | 0        | 5        | 4        | -      | -      | 20   | 7    |
| チェルシー               | クラブ通算   | クラブ通算     | 28       | 5        | 1        | 2        | 2        | 0        | 9        | 4        | -      | -      | 40   | 11   |
| バルセロナ (loan)        | 2023-24      | プリメーラ     | 30       | 7        | 3        | 0        | -        | -        | 9        | 3        | 2      | 0      | 44   | 10   |
| ミラン (loan)            | 2024-25      | セリエA        | 15       | 2        | 4        | 1        | -        | -        | 2        | 0        | -      | -      | 21   | 3    |
| キャリア通算             | キャリア通算 | キャリア通算   | 195      | 54       | 16       | 6        | 2        | 1        | 47       | 14       | 3      | 0      | 265  | 75   |

### 代表
2025年5月25日現在
- 国際Aマッチ 45試合 9得点（2019年-）[67]

| ポルトガル代表 | 国際Aマッチ | 国際Aマッチ |
| 年             | 出場        | 得点        |
| -------------- | ----------- | ----------- |
| 2019           | 5           | 0           |
| 2020           | 8           | 3           |
| 2021           | 7           | 0           |
| 2022           | 8           | 1           |
| 2023           | 8           | 3           |
| 2024           | 9           | 2           |
| 通算           | 45          | 9           |

#### 得点
2025年2月9日現在
| # | 開催日         | 開催地                                               | 対戦国                   | スコア | 結果 | 大会                           |
| - | -------------- | ---------------------------------------------------- | ------------------------ | ------ | ---- | ------------------------------ |
| 1 | 2020年9月5日   | ポルト、エスタディオ・ド・ドラゴン                   | クロアチア               | 3-0    | 4-1  | UEFAネーションズリーグ2020-21  |
| 2 | 2020年11月11日 | リスボン、エスタディオ・ダ・ルス                     | アンドラ                 | 7-0    | 7-0  | 親善試合                       |
| 3 | 2020年11月17日 | スプリト、スタディオン・ポリュド                     | クロアチア               | 2-1    | 3-2  | UEFAネーションズリーグ2020-21  |
| 4 | 2022年11月24日 | ドーハ、スタジアム974                                | ガーナ                   | 2-1    | 3-2  | 2022 FIFAワールドカップ        |
| 5 | 2023年3月26日  | ルクセンブルク市、スタッド・ドゥ・ルクセンブルク     | ルクセンブルク           | 2-0    | 6-0  | UEFA EURO 2024予選             |
| 6 | 2023年9月11日  | ファロ、エスタディオ・デ・サン・ルイス               | ルクセンブルク           | 9-0    | 9-0  | UEFA EURO 2024予選             |
| 7 | 2023年10月16日 | ゼニツァ、ビリノ・ポリェ                             | ボスニア・ヘルツェゴビナ | 5-0    | 5-0  | UEFA EURO 2024予選             |
| 8 | 2024年6月11日  | アヴェイロ、エスタディオ・ムニシパル・デ・アヴェイロ | アイルランド             | 1-0    | 3-0  | 親善試合                       |
| 9 | 2024年11月18日 | スプリト、スタディオン・ポリュド                     | クロアチア               | 1-0    | 1-1  | UEFAネーションズリーグ2024-25A |

## タイトル

### クラブ
ベンフィカ
- プリメイラ・リーガ: 2018-19

アトレティコ・マドリード
- ラ・リーガ: 2020-21

### 代表
ポルトガル
- UEFAネーションズリーグ: 2018-19

### 個人
- プリメイラ・リーガ月間最優秀選手: 2019年1月
- SJPF月間最優秀若手選手: 2019年1月
- UEFAヨーロッパリーグスカッドオブ・ザ・シーズン: 2019-20
- ポルトガル年間最優秀選手賞: 2019-20
- プリメイラ・リーガ年間最優秀若手選手: 2019-20
- ゴールデングローブ賞最優秀新人選手: 2019年
- A Bola年間最優秀選手: 2019年
- ゴールデンボーイ賞: 2019年
- グローブ・サッカー・アワード: 2019年
- ラ・リーガ月間最優秀選手賞: 2020年11月, 2022年3月